# Die Mensch-Maschine
Die Mensch-Maschine (en español El hombre-máquina), distribuido a nivel internacional en inglés con el título The Man-Machine , es el séptimo álbum del grupo alemán de música electrónica, Kraftwerk, publicado en 1978. Se grabó entre los años 1977 y 1978 en el estudio discográfico Kling Klang, situado en la ciudad de Düsseldorf, Alemania, presentándose al público al año siguiente.

## Carátula
La carátula del álbum fue realizada por el estudio de diseño gráfico Klefisch, inspirándose en el trabajo del artista suprematista ruso El Lisitski. Günther Fröhling, quien también filmó el videoclip de «Die Roboter», tomó la imagen de los cuatro miembros en la escalera de su estudio. Esta imagen fue eliminada en la reedición de 2009, dejando solo el texto en la parte superior.

## Lista de canciones
Edición alemana
| Lado A |                                   |                           |          |  |
| N.º    | Título                            | Escritor(es)              | Duración |  |
| 1.     | «Die Roboter» (Los Robots)        | Hütter, Schneider, Bartos | 6:12     |  |
| 2.     | «Spacelab» (Laboratorio espacial) | Hütter, Bartos            | 6:01     |  |
| 3.     | «Metropolis» (Metrópolis)         | Hütter, Schneider, Bartos | 6:00     |  |

| Lado B |                                          |                           |          |  |
| N.º    | Título                                   | Escritor(es)              | Duración |  |
| 1.     | «Das Model» (La Modelo)                  | Hütter, Bartos, Schult    | 3:38     |  |
| 2.     | «Neonlicht» (Luz de neón)                | Hütter, Schneider, Bartos | 8:52     |  |
| 3.     | «Die Mensch-Machine» (El hombre-máquina) | Hütter, Schneider, Schult | 5:32     |  |

Edición inglesa
| Lado A |              |                           |          |  |
| N.º    | Título       | Escritor(es)              | Duración |  |
| 1.     | «The Robots» | Hütter, Schneider, Bartos | 6:12     |  |
| 2.     | «Spacelab»   | Hütter, Bartos            | 6:01     |  |
| 3.     | «Metropolis» | Hütter, Schneider, Bartos | 6:00     |  |

| Lado B |                   |                           |          |  |
| N.º    | Título            | Escritor(es)              | Duración |  |
| 1.     | «The Model»       | Hütter, Bartos, Schult    | 3:38     |  |
| 2.     | «Neon Lights»     | Hütter, Schneider, Bartos | 8:52     |  |
| 3.     | «The Man-Machine» | Hütter, Schneider, Bartos | 5:32     |  |